# Чир Нестор Іванович
Не́стор Іванович Чир (12 березня 1938, Новий Диків Любачівського повіту Підкарпатського воєводства, Польща — 15 жовтня 2014, Надвірна, Надвірнянський район, Івано-Франківська область, Україна) — український поет, нарисовець, публіцист і громадський діяч. Член Національної спілки письменників України з 2002 року. Депутат Івано-Франківської обласної ради (від 1990–2006).

## Родина
Народився 12 березня 1938 року в  Новий Диків Любачівського повіту Підкарпатського воєводства у  Польщі. У 1945-му його  родину насильницьки депортували на Тернопілля, де минули дитинство і шкільні роки у с. Полівці Чортківського району. Після закінчення середньої школи навчався у Дрогобицькому нафтовому технікумі і  здобувши фах спеціаліста з буріння нафтових і газових свердловин. Із 1960 року проживає у Надвірній. У  надвірнянському управлінні бурових робіт працював на рядових та різних інженерно-технічних посадах до 2003р.
У 1989р був серед засновників у Надвірнянському районі Всеукраїнського Товариства української мови ім. Т. Шевченка «Просвіта», неодноразово обирався членом правління та ради цієї авторитетної громадської організації. У часи незалежності України чотири рази поспіль (1990, 1994, 1998, 2002 рр.) обирається депутатом Івано-Франківської обласної ради. Був серед ініціаторів створення Галицької Асамблеї демократичних рад Галичини (1991 рік). 
У липні 1987 року разом з іншими літераторами Надвірнянщини створює літературну студію «Бистрінь», яка досі активно діє при редакції газети «Народна воля». Упорядник та співавтор двох літературних альманахів літстудії «Жниво на стерні» (1997) і «Купальська злива» (2002) та антології «Літоплин над Бистрицею» (2007). У 1993 році став переможцем конкурсу «Людина року Надвірнянщини» в номінації «Громадсько-політичний діяч».  Член ради Івано-Франківської обласної організації НСПУ з 2008 року. 
Ім'я Нестора Чира занесено в Книгу ділової еліти Прикарпаття «Золоті імена»(2003) та в Книгу «Новітня історія України: Хто є хто на Івано-Франківщині» (2006). 
15 жовтня 2014 помер. Похований у м. Надвірна на новому цвинтарі. 

## Особисте життя
Одружений: має дві дочки, дві внучки, одну правнучку.

## Творчість
Автор поетичних збірок
- «Пізнє яблуко мого саду» (1998),
- «Долоні в крапельках дощу» (2001),
- «Калиновий спалах» (2003),
- «Паморозь дивного світіння» (2008),
- «Акорди срібної печалі» (2009)
- дитячої книжки «Котячий обід» (2003).

## Заслуги

### Відзнаки
- Лауреат обласних літературних премій ім. Василя Стефаника та ім. Марійки Підгірянки
- районної (Надвірнянський район) — літературної премії ім. Надії Попович.

### Нагороджений
- орден «За заслуги» ІІІ ступеня,
- грамота Верховної Ради України,
- відзнака «За заслуги перед рідною землею» (до 150-річчя від дня народження Івана Франка),
- подяка голови обласної ради,
- Срібним нагрудним знаком «За заслуги» ІІ ступеня Міністерства з надзвичайних ситуацій України.
- 2003р його визнано переможцем Всеукраїнської акції «Зорі надії» з врученням Диплому Міністерства праці та соціальної політики України.